# Tafí del Valle
Tafí del Valle ist die Hauptstadt des gleichnamigen Departamento Tafí del Valle in der Provinz Tucumán im Nordwesten Argentiniens. Der Ort liegt im Westen der Provinz auf einer Höhe von 2.014 Metern, hat 4.028 Einwohner (2001, INDEC) und ist 126 Kilometer von der Provinzhauptstadt San Miguel de Tucumán entfernt. Diese erreicht man über die Ruta Nacional 38 und die Ruta Provincial 307.

## Geographie
Tafí liegt im Zentrum des gleichnamigen Tals, zwischen der Bergkette des Nevado del Aconquija im Süden und den Calchaquíes-Gipfeln im Norden. Das Tal bildet den Pass zwischen den Valles Calchaquíes im Westen und der Llanura Chacopampeana im Osten. Den großen Kontrast zwischen dem Westen und Osten des Tales zeigt der Höhenpass Abra del Infiernillo: nach Osten blickend, sieht man die immergrünen Weiden und Wälder unter Wolkendächern und im Westen eine wüsten- und halbwüstenartige Landschaft.

## Klima
Auf Grund der Höhenlage herrscht ein gemäßigtes Klima mit winterlichem Schneefall auf den Gipfeln vor. Der östliche Teil des Tales, wo sich auch der Ort Tafí del Valle befindet, ist feucht und begünstigt die Weidewirtschaft und das Wachstum von Wald. Im Westen vermindert sich die Feuchtigkeit und Weiden und Wald weichen den Kandelaberkakteen (Cardones) in einer kargen, trockenen Landschaft.
In Tafí del Valle betragen die durchschnittlichen sommerlichen Höchsttemperaturen (im Januar) 26 °C, im Winter (Juli) 16 °C, wobei im Winter das Thermometer häufig bis −5 °C fällt.

## Geschichte
Der ursprüngliche Name des Ortes und des Tales war vermutlich Taktikllakta, das aus dem Kakana, der Sprache der Urbewohner des Tales, kommt und von den Spaniern in Tafí simplifiziert wurde. Die Bedeutung von Taktikllakta wird mit Volk des glanzvollen Tores angegeben.
Man nimmt an, dass die erste Besiedlung des Tales über 7.000 Jahre zurückliegt. Vor 2.300 Jahren ließen sich jene Bauern und Sammler nieder, die wahrscheinlich die Vorgänger der Tafí-Kultur bilden.
Mitte des 16. Jahrhunderts kamen die spanischen Eroberer, die aber auf entschiedenen Widerstand von Seiten der Diaguitas und insbesondere der Calchaquíes-Krieger stießen, die in jener Zeit das Tal bevölkerten und beherrschten, so dass die Eroberung des Tales ein langwieriger Akt wurde.
Im Jahre 1636 erhält die Familie Leguizamo y Guevara das Tal von der spanischen Krone übereignet und gründet eine Estancia. Jene wird wiederum von den Jesuiten gekauft, die sich in der Region bereits seit 1617 etabliert hatten. Durch Initiative der Jesuiten beginnt man auch mit der Milchwirtschaft, insbesondere mit der Käseherstellung.

## Wirtschaft
Seit dem Einzug der Europäer im 16. Jahrhundert bildet die Viehzucht das Rückgrat der Wirtschaft in Tafí del Valle, begünstigt durch das mild-feuchte Klima. Neben Schafen, Rindern und Pferden werden – in geringerem Umfang – auch Ziegen gezüchtet. Die Milchwirtschaft führte wiederum dazu, dass sich der Ort zum regional bekannten Ort für die Käseherstellung entwickelte. Neben der Viehzucht und Milchwirtschaft gehört der Weizenanbau zu den nennenswerten landwirtschaftlichen Aktivitäten. In den letzten Jahrzehnten spielt der sich zuerst langsam und zuletzt rapide entwickelnde Tourismus eine immer größere Rolle.

## Tourismus
Tafí del Valle gehört zusammen mit Villa Nogues zu beliebtesten Wochenendzielen der Bewohner von San Miguel de Tucumán. Im heißen Hauptstadtsommer wird der Ort zum Rückzugsgebiet der reichen Tucumanos, die in Tafí häufig eine Sommerresidenz besitzen. Das milde Höhenklima und die kontrastreichen Naturschönheiten schufen ein unwiderstehliches Amalgam, das seit einigen Jahren mehr und mehr nationale und internationale Touristen anzieht. 
Die Anfahrt nach Tafí del Valle erfolgt in der Regel von San Miguel de Tucumán aus über die Ruta Provincial 307. Sie führt durch dichtes Waldgebiet in die Quebrada de los Sosa, einem geschützten Naturreservat (Reserva Natural). Schöne Ausblicke und Möglichkeiten zum Kauf von Kunsthandwerksartikeln bieten die Aussichtsplätze El Indio, La Heladera und El Fin del Mundo.
Am östlichen Eingang zum Valle de Tafí befindet sich die Gemeinde El Mollar, deren besondere Attraktion der Parque de los Menhires ist. Der Lago de Angostura, zwischen El Mollar und Tafí del Valle, liegt zwischen oft schneebedeckten Bergen und wird für Wassersport und Angeln genutzt. Der wilde Rio Soso entsteht als Ausfluss aus dem See und bildet in seinem Verlauf durch enge Schluchten mehrere Wasserfälle.
Neben der historischen Spurensuche beim Besuch der Estancias und Kirchen bietet das Tal vor allem Möglichkeiten zum Abenteuer- und Trekkingtourismus.

### Hotellerie und Gastronomie
Dem wachsenden Interesse an Tafí del Valle, vor allem beim nationalen Tourismus, trägt der Ausbau der Hotellerie und Gastronomie zunehmend Rechnung. Das Übernachtungsangebot reicht von preiswerten Herbergen bis zu exklusiven Herrenhäusern auf Estancias in und um den Ort. Die Zahl der gastronomischen Betriebe hat ebenfalls zugenommen und reicht von der traditionellen, lokalen Küche über Parrillas und Forellengerichten bis hin zu Pasta und Pizza. Als besondere lokale Spezialität kann das breite Angebot an Käse und Wurstwaren angesehen werden. 

### Sehenswertes
- Museo Casa Duende. Das Gnomenhaus-Museum widmet sich den Traditionen der Region, ihren Mythen und ihrem Volksglauben.
- Conjunto Jesuítico de La Banda (ca. 1 km vom Zentrum entfernt) Jesuitenanlage vom Anfang des 18. Jahrhunderts.
- Parque de los Menhires (El Mollar). Das Wort Menhir kommt aus dem Gälischen und bedeutet hoher (hir) Stein (men). Es handelt sich dabei um von Menschenhand bearbeitete Monolithen, die von den Bewohnern des Tales während der Zeit der Tafí-Kultur geschaffen wurden. Ursprünglich waren sie über das gesamte Tal verstreut, wurden aber auf Anordnung der Militärregierung im Parque de los Menhires zusammengefasst. Die lobenswerte Absicht, die Steine vor Raub und Beschädigung zu schützen wurde aber – nach Meinung der mit ihnen befassten Experten – konterkariert durch ihre Loslösung aus ihrem örtlichen Zusammenhang, der die weitere Forschung erschwert.
- Lago de Angostura (zwischen El Mollar und Tafí del Valle)
- Cerro Ñuñorco Grande

## Feste
- Festival Nacional del Queso. Alljährlich im Februar.
- Pasión de Cristo. In der Osterwoche wird der Leidensweg Christi von örtlichen Laienschauspielern dargestellt. Eine Veranstaltung die Jahr für Jahr eine größere Anzahl von Zuschauern anzieht.